# Skarptjärnen, Västmanland
Skarptjärnen är en sjö i Hällefors kommun i Västmanland och ingår i Göta älvs huvudavrinningsområde. Sjöns area är 0,019 kvadratkilometer och den befinner sig 225 meter över havet.